# Pálháza
Pálháza este un oraș în districtul Sátoraljaújhely, județul Borsod-Abaúj-Zemplén, Ungaria, având o populație de 1.142 de locuitori (2011). 

## Demografie
Componența etnică a orașului Pálháza
     Maghiari (89,4%)
     Slovaci (5,77%)
     Ruteni (3,03%)
     Necunoscut (1,23%)
     Alții (0,57%)
Componența confesională a orașului Pálháza
     Romano-catolici (37,83%)
     Reformați (26,53%)
     Greco-catolici (12,17%)
     Fără religie (1,31%)
     Necunoscută (21,63%)
     Alte religii (0,53%)
Conform recensământului din 2011, orașul Pálháza avea 1.142 de locuitori. Din punct de vedere etnic, majoritatea locuitorilor (89,4%) erau maghiari, existând și minorități de slovaci (5,77%) și ruteni (3,03%). Apartenența etnică nu este cunoscută în cazul a 1,23% din locuitori. Nu există o religie majoritară, locuitorii fiind romano-catolici (37,83%), reformați (26,53%), greco-catolici (12,17%) și persoane fără religie (1,31%). Pentru 21,63% din locuitori nu este cunoscută apartenența confesională.